# エマ・ハミルトン

ヴィジェ・ルブランの描いたエマ

エマ・ハミルトン（Emma, Lady Hamilton,1765年4月26日 - 1815年1月16日）は、イギリスの絵画モデル、舞踏家。ホレーショ・ネルソン提督の愛人として知られている。

## 生涯
チェシャーでエイミー・ライオンとして生まれる。鍛冶職人の父ヘンリーは彼女が生後2ヶ月の時に死亡し、正規の教育を受けたことのない母メアリー・キッドに育てられた。のちに彼女はエマ・ハートと名前を変えた。
エマは家政婦として働き始めたが、美貌と開放的な性意識とが災いして、どの勤め先でも長続きしなかった。1782年に17歳となった頃にはロンドンの社交界で名士の愛人、また絵画のモデルとして知られていた（1780年に、パトロンだった貴族との間にエマ・カルーと名付けられた娘を生んでいる。エマ・カルーはウェールズの祖母に育てられたが、成長すると母に会うことを熱望する。しかし、その時には母親は借金にまみれており、エマもコンパニオンか住み込み家庭教師として、国外で働くことを余儀なくされた）。
やがて、エマはチャールズ・グレヴィル（1749年 - 1809年）と恋に落ち、同居するようになった。彼は初代ウォーリック伯の息子で、友人の画家ジョージ・ロムニーに彼女を紹介し、何枚かの絵を描かせている。また元来利発であるエマに礼儀作法など、社交界で必要な知識の再教育を施した。しかし1786年、裕福な妻を見つけ正式な結婚をすることを決意したグレヴィルは、エマを連れてナポリへ向かった。そこには叔父にあたるサー・ウィリアム・ダグラス・ハミルトンが公使として駐在しており、彼にエマを愛人とさせ、叔父の再婚を阻止し、自分もエマを厄介払いしようとしたのである。
サー・ウィリアムは、すっかりエマに魅了され、グレヴィルにとっては衝撃だったが、1791年9月にサー・ウィリアムはエマと正式に結婚した。サー・ウィリアムの愛人だった頃から、エマは自ら「アティテュード」（Attitudes）と呼んだ、ポーズや踊り、演技を取り混ぜて表現する見せ物で人気を得ていた。数枚のショールを使い、ギリシャ神話のメデイアから女王クレオパトラまで、多くの古典的な題材を見せたのである。彼女の演技は、貴族・芸術家・作家を魅了した。その中にはゲーテも含まれていた。王や王妃たちのみならず、新しい舞踊の流行はヨーロッパ中に広まり、彼女の着たギリシャ風のドレープのたっぷりとしたドレスも知られるようになった。
エマは、ナポリ王妃マリア・カロリーナと友人関係となった。1793年、トゥーロン攻囲戦でフランス共和軍を攻撃するため、特使として援軍を求めてやってきたホレーショ・ネルソンを、ナポリ公使夫人として歓迎した。5年後、アブキール湾の海戦で戦勝してネルソンは再びナポリへやってきた。彼の容貌は様変わりしていた。彼は片腕と歯のほとんどを失い、ひとしきり続く咳に悩まされていた。エマは彼と再会すると、異様な容貌に失神してしまったという。ほどなくして、エマとネルソンは恋に落ちた。周囲には寛大に見られており、エマの夫サー・ウィリアムもそうだった。
1801年、エマは、ピカデリーにサー・ウィリアムが借りた家でネルソンの娘、ホレイシア (1801-1881) を出産した。同年の秋、ネルソンは現在のウィンブルドン郊外にあたるマートン・プレイスに、倒れそうな古い家を購入した。二人は、サー・ウィリアムとも開けっぴろげに生活し（時にはエマの生母も加わった）、この不思議な世帯は一般庶民の関心を呼んだ。新聞は彼らの動向や、エマのファッション、家の内装、ディナーパーティのメニューまで掲載した。
1803年にサー・ウィリアムが亡くなり、ネルソンも第2子妊娠中のエマを残して海へ戻った。エマは孤独で、ネルソンの帰りを待って物狂いのようになった。エマの生んだ女の赤ん坊は数週間しか生きられず、空っぽの心を抱えてエマはギャンブルや金の浪費に日々を過ごした。
1805年にネルソンが戦死すると、エマは借金地獄に陥った（亡夫の残したささやかな年金すら食いつぶしていた）。ネルソンは遺産を兄ウィリアム（のちの初代ネルソン伯爵）に遺贈しており、エマにはマートン・プレイスの家が残されたが、それすら抵当に入った。ネルソンは国家の英雄として祭り上げられ、彼がエマとホレイシアを扶養するよう命令していたにもかかわらず、母子は無視されてしまった（富も栄誉も、相続人であるネルソンの兄に与えられた）。
エマは債権者監獄に入れられ（一時期幼児のホレイシアも入っていた）、のちに債権者から逃れるためフランスへ渡った。彼女は酒に溺れ、困窮したまま肝臓をいためて1815年にカレーで死んだ。

## ホレイシア
ホレイシアはその後、イングランド国教会の牧師フィリップ・ワードと結婚し、1881年まで生きた。2人は10人の子の親となった。ホレーショ、エリナー・フィリッパ、マーマデューク、ジョン・ジェイムズ、ネルソン、ウィリアム、エドムンド、ホレイシア、フィリップ、キャロラインである。

## 備考
- イタリア料理のデザート「ズッパ・イングレーゼ」は、イギリス料理の菓子トライフルの洋酒につけた別バージョンで、これはナポリ時代にエマが始めたという説がデザート愛好家の間に流布しているが、確証があるわけではない。
- アメリカの作家スーザン・ソンタグの「火山に恋して」は、ナポリでのエマとネルソン、ウィリアム卿の三角関係を描いたものである。
- ネルソンとの関係は大いに非難されたが、非難する者達もエマ・ハミルトンと直に面識を得ると、一様に彼女が「とても良い人」であると認めてはいる。